# واحد ویژه شبانه‌روزی ژاپن
واحد ویژه شبانه‌روزی ژاپن (انگلیسی: Special Boarding Unit) یگان نیروهای ویژه زیرمجموعه نیروی دریانوردی دفاع‌ازخود ژاپن است، که در سال ۲۰۰۱ تأسیس شد.